# أسيتيل أسيتونات الفاناديل
أسيتيل أسيتونات الفاناديل هو معقد تناسقي للفاناديوم صيغته C10H14O5V، ويرمز له اختصاراً VO(acac)2، حيث تمثل acac أنيون القاعدة المرافقة لمركب أسيتيل الأسيتون. يوجد المركب على هيئة صلب بلوري ذي لون أخضر مزرق.

## التحضير
يحضر المركب من تفاعل كبريتات الفاناديل مع أسيتيل الأسيتون (Hacac):
{\displaystyle {\ce {VOSO4 + 2 Hacac -> VO(acac)2 + H2SO4}}}
يمكن التحضير انطلاقاً من أكسيد الفاناديوم الخماسي للحصول على كبريتات الفاناديل، ومنه إلى المركب المنشود، ولكن حينئذ يمكن أن يتأكسد أسيتيل الأسيتون إلى أنهيدريد الأسيتيك.

## الخواص
يوجد المركب في الشروط القياسي على هيئة صلب بلوري ذي لون أخضر مزرق، وهو عملياً غير قابل للانحلال في الماء.

## الاستخدامات
يستخدم المركب حفّازاً في الكيمياء العضوية في تفاعل تحضير الإيبوكسيدات  epoxidation مشتقات الكحول الأليلي باستخدام هيدروبيروكسيد ثالثي البوتيل (TBHP).